# Johnson County (Texas)
Johnson County je okres ve státě Texas v USA. K roku 2010 zde žilo 150 934 obyvatel. Správním městem okresu je Cleburne. Celková rozloha okresu činí 1 901 km².